# The Feelies
The Feelies est un groupe de post-punk et de rock américain, originaire de North Haledon, dans le New Jersey. Après plus de 15 ans d'arrêt, le groupe rejoue en 2008. Un nouvel album est sorti le 12 avril 2011, puis un second le 24 février 2017.

## Biographie

### Première période
Le nom du groupe s'inspire du roman Le Meilleur des mondes d'Aldous Huxley. Glenn Mercer, Bill Million, Dave Weckerman et le vocaliste Richard Reilly commencent à jouer ensemble en 1976 à Haledon, dans le New Jersey, dans un groupe appelé Outkids. The Outkids évolue en The Feelies avec l'arrivée de Vinny DeNunzio à la batterie, et de John Papesca à la basse.
En 1978, le Village Voice considère les Feelies « meilleur groupe underground de New York ». Avec la formation Mercer, Million, le frère de Vinny DeNunzio (Keith DeNunzio) à la basse et Anton Fier à la batterie, The Feelies publient leur premier single, Fa Cé-La, chez Rough Trade Records en 1979. Leur premier album, Crazy Rhythms, est publié chez Stiff Records en 1980, avec la même formation que pour Fa Cé-La. Après la sortie de Crazy Rhythms, Fier et Keith DeNunzio quitte le groupe. Mercer et Million collaborent avec plusieurs musiciens du New Jersey devenant ainsi des groupes dérivés sous les noms de The Trypes, avec Brenda Sauter, Dave Weckerman et Stanley Demeski, et avec John Baumgartner, Marc Francia et Toni Paruta. Million, Mercer, Sauter, Demeski et Baumgartner tournent aussi autour de New York et Hoboken joue sous le nom de Yung Wu.
Les membres arrêtent de jouer et collaborent à la fin des années 1980, devenant les « rockeurs underground les mieux aimés de New York à la fin des années 1970 » selon Jon Pareles du New York Times en 1986. En 1988, les Feelies signe avec une major et sort l'album Only Life chez A&M Records. La formation est la même que celle pour The Good Earth, et Mercer et Million s'occupent une nouvelle fois de la production. Le disque est bien accueilli, et atteint la 27e place de la liste Pazz and Jop du Village Voice en 1988. Leur dernier album avant leur pause, Time for a Witness, est publié par A&M en 1991. L'album se démarque de Only Life mais reste bien accueilli,.

### Deuxième période
Le groupe se réunit en concert pendant l'été 2008. Une performance au Battery Park avec Sonic Youth suit. En juin 2009, le groupe joue un concert acoustique au Whitney Museum, puis au Millennium Park de Chicago. En septembre 2009, ils jouent Crazy Rhythms pendant le concert Don't Look Back du festival All Tomorrow's Parties.
En mars 2011, The Feelies publient l'album Here Before produit par Bill Million et Glenn Mercer, publié chez Bar/None Records. Le groupe reste « l'un des groupes les mieux aimé du rock alternatif local ».
Leur sixième album, In Between, et publié en février 2017, également chez Bar-None label. Les critiques sont généralement favorables.

## Membres
- Bill Million - guitare, chant, percussions
- Glenn Mercer - guitare, chant, percussions
- Keith Clayton - basse, percussions, chant
- Anton Fier - batterie

Stanley Demeski est ensuite arrivé à la batterie, suivi de Brenda Sauter à la basse.

## Discographie

### Albums studio
- 1980 : Crazy Rhythms (Stiff Records)
- 1986 : The Good Earth (Coyotte Records / Rough Trade)
- 1988 : Only Life (A&M Records)
- 1991 : Time for a Witness (A&M Records)
- 2011 : Here Before (Bar/None Records)
- 2017 : In Between (Bar/None Records)

### Compilations et Albums en public
- 2023 : Some Kinda Love (Performing the Music of The Velvet Underground) (Bar/None Records) (Concert enregistré au White Eagle Hall, New-Jersey, le 13 octobre 2018)